# Хайбер-Пахтунхва
Хайбе́р-Пахтунхва́ (урду خیبر پختونخوا‎ [ˈxeːbar paxˈtuːnxuaː]; пушту خیبر پښتونخوا‎ [xaiˈbər pəxtunˈxwɑ]; англ. Khyber Pakhtunkhwa), до апреля 2010 года Се́веро-за́падная пограни́чная прови́нция (урду شمال مغربی سرحدی صوبہ‎; англ. North-West Frontier Province), известна также как Сархад (урду سرحد‎, англ. Sarhad, то есть граница) — наименьшая из четырёх провинций Пакистана. Основное население — пуштуны, а также хиндко, в долинах Гиндукуша представлены дардские народы, крупнейшим из которых является народ кхо. 24 мая 2018 года Национальная ассамблея Пакистана согласилась объединить Территорию племён федерального управления (ТПФУ) и Хайбер-Пахтунхва (СЗПП). 25 мая Сенат рассмотрел этот вопрос. 31 мая Территория племён федерального управления присоединена к провинции Хайбер-Пахтунхва.

## Название
Новое название провинции состоит из двух частей:
- Хайбер — название Хайберского прохода, древнейшей дороги в Южную Азию с северо-запада.
- Пахтунхва — пушту پښتون‌خوا‎, вост. пушт. [paxtunχwɑː] — «земля пуштунов».

## География
Провинция граничит с Афганистаном (на западе и северо-западе), Гилгит-Балтистаном (на северо-востоке), Азад Кашмиром (на востоке), Исламабадом (на юго-востоке). Провинциальный административный центр — Пешавар. Расположена главным образом на Иранском нагорье, в месте, где склоны хребта Гиндукуш Евразийской тектонической плиты уступают холмам Индостанской плиты, находящемся уже в бассейне Инда.

## Население
Население провинции составляет 26 896 829 человек (2011), включая афганских беженцев (ещё около 1,5 млн). Около двух третей всего населения — пуштуны. Основные языки включают пуштунский (73,9 % населения) и хиндко (около 18 %). Пушту — преобладающий язык на большей части территории, а также почти во всех городах; хиндко распространён на востоке провинции, в регионе хазара, а также в части Пешавара. Кроме пуштунов и хиндко проживают также небольшие племена и малые этнические группы. Среди населения распространены языки: бадеши, батери, башкарик, бурушаски, гавар-бати, габаро (говро), дамели, йидга, калашский, калкоти, камвири, кохистани, кховар, манкияли, мунджанский, ормури, пхалура, торвали, усходжи, чилиссо. Более 99 % населения — мусульмане. По данным на 1998 год городское население составляло около 17 %. Плотность населения составляет 271 чел./км².
Динамика численности населения:
- 1951 — 4 556 545 чел.
- 1961 — 5 730 991 чел.
- 1972 — 8 388 551 чел.
- 1981 — 11 061 328 чел.
- 1998 — 17 743 645 чел.
- 2008 — 20 215 000 чел.
- 2011 — 26 896 829 чел.

Крупные города:
- Пешавар — 1 390 874 чел.
- Мардан — 340 898 чел.
- Мингора — 268 297 чел.
- Кохат — 170 800 чел.
- Абботтабад — 144 109 чел.
- Сваби — 111 175 чел.

## Административно-территориальное деление
До присоединения к провинции Хайбер-Пахтунхва Территорий племён федерального управления 31 мая 2018 года, она административно делилась на 25 округов. Провинциально управляемые племенные территории — административный регион в Хайбер-Пахтунхве, включающий четыре бывших княжества (Читрал, Дир, Сват, и Амб), а также племенные округа и территории (Кохистан, Малаканд и Маншехра):
- 1. Абботтабад
- 2. Банну
- 3. Баттаграм
- 4. Бунер
- 5. Верхний Дир
- 6. Дера-Исмаил-Хан
- 7. Кала-Дака
- 8. Карак
- 9. Кохат
- 10. Кохистан
- 11. Лакки-Марват
- 12. Малаканд
- 13. Маншехра

- 14. Мардан
- 15. Наушера
- 16. Нижний Дир
- 17. Пешавар
- 18. Сваби
- 19. Сват
- 20. Танк
- 21. Хангу
- 22. Харипур
- 23. Чарсадда
- 24. Читрал
- 25. Шангла

## Экономика
Хайбер-Пахтунхва составляет около 10 % от пакистанского ВВП и 20 % от пакистанской добычи полезных ископаемых. По сравнению с показателем 1972 года экономика выросла в 3,6 раз. Важным сектором остаётся сельское хозяйство, выращиваются такие культуры, как: пшеница, рис, кукуруза, табак, сахарная свёкла и фрукты. Создание промышленных зон и инвестиции в технологии способствовали сокращению доли безработных. Тем не менее, провинция остаётся беднейшей в стране наряду с Белуджистаном. Довольно высока доля террористической опасности.
Кроме крайне плачевной экономической ситуации, провинция имеет довольно плохой имидж. Это связано главным образом с ростом влияния исламистских партий и предполагаемой поддержкой Талибаном. Более того, многие верят, что члены Талибана прячутся на территории провинции.

## Образование
Доля грамотных составляет около половины населения провинции, в 1998 году этот показатель составлял 35,4 %, а в 1981 — всего 16,7 %. Основные высшие учебные заведении включают:
- Университет имени Абдул Вали Хана (Мардан)
- Институт информационных технологий COMSATS (кампус в Абботаббате)
- Гандхарский университет (Пешавар)
- Институт инженерных наук и технологий имени Гулам Исхак Хана (Топи, Сваби)
- Гомальский университет
- Университет Хазары
- Хайберский медицинский университет (Пешавар)
- Кохатский научно-технологический университет
- Национальный институт транспорта
- Национальный университет компьютерных и новых наук
- Малакандский университет
- Пешаварский университет
- Научно-технологический университет округа Банну